# Episodi di Lucha Underground (prima stagione)
La prima stagione dello show televisivo Lucha Underground, composta da 39 episodi, è stata trasmessa in lingua originale negli Stati Uniti sulla rete El Rey e, in lingua spagnola, su UniMàs, a partire dal 29 ottobre 2014 fino al 5 agosto 2015.

## Episodi
| n. | Titolo originale             | Titolo italiano | Prima TV originale | Prima TV Italia |
| -- | ---------------------------- | --------------- | ------------------ | --------------- |
| 1  | Welcome to the Temple        |                 | 29 ottobre 2014    |                 |
| 2  | Los Demonios                 |                 | 5 novembre 2014    |                 |
| 3  | Cross the border             |                 | 12 novembre 2014   |                 |
| 4  | Thrill of the hunt           |                 | 19 novembre 2014   |                 |
| 5  | Boyle Heights Street Fight   |                 | 26 novembre 2014   |                 |
| 6  | The Key                      |                 | 3 dicembre 2014    |                 |
| 7  | Top of the ladder            |                 | 10 dicembre 2014   |                 |
| 8  | A unique opportunity         |                 | 17 dicembre 2014   |                 |
| 9  | Aztec Warfare                |                 | 7 gennaio 2015     |                 |
| 10 | Law of the jungle            |                 | 14 gennaio 2015    |                 |
| 11 | Last luchador standing       |                 | 21 gennaio 2015    |                 |
| 12 | They call him Cage           |                 | 28 gennaio 2015    |                 |
| 13 | Johnny Mundo vs The Machine  |                 | 4 febbraio 2015    |                 |
| 14 | Open mic night               |                 | 11 febbraio 2015   |                 |
| 15 | Eye for an eye               |                 | 18 febbraio 2015   |                 |
| 16 | Caged Animals                |                 | 25 febbraio 2015   |                 |
| 17 | A war started in Mexico...   |                 | 4 marzo 2015       |                 |
| 18 | No escape                    |                 | 11 marzo 2015      |                 |
| 19 | Grave consequences           |                 | 18 marzo 2015      |                 |
| 20 | The art of war               |                 | 25 marzo 2015      |                 |
| 21 | Uno! Dos! Tres!              |                 | 1º aprile 2015     |                 |
| 22 | Mask vs Mask                 |                 | 8 aprile 2015      |                 |
| 23 | Fire in the cosmos           |                 | 15 aprile 2015     |                 |
| 24 | Trios Champions              |                 | 22 aprile 2015     |                 |
| 25 | The way of the drago         |                 | 29 aprile 2015     |                 |
| 26 | The best in the business     |                 | 6 maggio 2015      |                 |
| 27 | Ancient Medallions           |                 | 13 maggio 2015     |                 |
| 28 | Shoots and ladders           |                 | 20 maggio 2015     |                 |
| 29 | Fight to the death           |                 | 27 maggio 2015     |                 |
| 30 | Submit to the master         |                 | 3 giugno 2015      |                 |
| 31 | The desolation of Drago      |                 | 10 giugno 2015     |                 |
| 32 | All night long               |                 | 17 giugno 2015     |                 |
| 33 | Death vs The Drago           |                 | 24 giugno 2015     |                 |
| 34 | Gold and Guerreros           |                 | 1º luglio 2015     |                 |
| 35 | Fuel to the fire             |                 | 8 luglio 2015      |                 |
| 36 | The beginning of the end     |                 | 15 luglio 2015     |                 |
| 37 | PenUltima Lucha              |                 | 22 luglio 2015     |                 |
| 38 | Ultima Lucha (Prima parte)   |                 | 29 luglio 2015     |                 |
| 39 | Ultima Lucha (Seconda parte) |                 | 5 agosto 2015      |                 |

## Welcome to the Temple
| N° | Incontri                                       | Stipulazioni |
| -- | ---------------------------------------------- | ------------ |
| 1  | Blue Demon Jr. ha sconfitto Chavo Guerrero Jr. | Single match |
| 2  | Son of Havoc ha sconfitto Sexy Star            | Single match |
| 3  | Johnny Mundo ha sconfitto Prince Puma          | Single match |

La puntata si apre con un discorso di Dario Cueto, il proprietario del Tempio di Lucha Underground, il quale, grazie al suo immenso patrimonio, vuole soddisfare la sua sete di battaglie e di violenza; così decide di mettere in palio 100.000$, da consegnare a colui che l'avrebbe maggiormente impressionato durante la serata.
Il primo incontro della serata vede contrapposti due leggende della lucha libre, come Chavo Guerrero Jr. e Blue Demon Jr. e si conclude proprio con una vittoria di quest'ultimo. Successivamente viene mostrato un segmento dal backstage, in cui Cueto rimprovera Chavo per non essere riuscito a prevalere sull'avversario e par aver deluso tutta la sua gloriosa famiglia Guerrero e gli comunica che per la prossima puntata ha trovato un lottatore che riuscirà a dare una lezione a Blue Demon.
Nel match successivo Son of Havoc riesce a sconfiggere, non senza problemi, la lottatrice messicana Sexy Star.
Successivamente viene mostrato Dario Cueto che, all'interno del suo ufficio, incontra il manager Konnan, che dice di aver scoperto un nuovo talento della lucha libre, chiamato Prince Puma e che, sicuramente riuscirà a vincere i 100.000$. Così nel main event si affrontano proprio Prince Puma e Johnny Mundo, a prevalere è proprio Mundo. A match concluso, sale sul ring Cueto con la valigetta e, mentre la sta consegnando al vincitore dell'incontro si tira indietro, favorendo l'intervento di Big Ryck e dei suoi due scagnozzi Cortez Castro e Mr. Cisco, che attaccano sia Puma sia Mundo, alla fine Cueto rivela che i tre lavorano per lui.

## Los Demonios
| N° | Incontri                                                                        | Stipulazioni               |
| -- | ------------------------------------------------------------------------------- | -------------------------- |
| 1  | Johnny Mundo & Prince Puma sconfiggono Cortez Castro e Mr. Cisco (con Big Ryck) | Tag Team match             |
| 2  | Chavo Guerrero Jr. & Sexy Star sconfiggono Son of Havoc & Ivelisse              | Intergender Tag Team match |
| 3  | Mil Muertes (con Catrina) ha sconfitto Blue Demon Jr.                           | Single match               |

L'episodio si apre con un discorso di Big Ryck e dei suoi due scagnozzi, i quali però vengono interrotti da un attacco di Johnny Mundo, supportato anche da Prince Puma, così Cueto sancisce un tag team match, che viene vinto da Mundo e Puma. Ma al termine del match ci viene mostrato un segmento dal backstage, in cui Konnan dice a Prince Puma di non fidarsi di Mundo.
Il secondo match della puntata è un mixed tag team match, che vede risultare come vincitori Chavo Guerrero e Sexy Star, che hanno sconfitto Son of Havoc e Ivelisse.
Il main event della serata vede impegnati Blue Demon Jr. e Mil Muertes, a prevalere è proprio quest'ultimo, che quindi, come promesso da Cueto, riesce a fare ciò che non era riuscito a fare Chavo, cioè a sconfiggere Blue Demon. Ma al termine dell'incontro, non soddisfatto, continua a infierire sull'avversario esausto, però interviene proprio Chavo, che, con l'uso di una sedia d'acciaio, riesce a far fuggire Mil Muertes, salvo poi usare la stessa sedia per mettere KO Blue Demon, oltre che alcuni arbitri e altri wrestler del roster. A placarlo interviene anche la sua compagna di tag team della serata Sexy Star, ma anche lei viene colpita da Chavo con una sediata.

## Cross the border
| N° | Incontri                                            | Stipulazioni        |
| -- | --------------------------------------------------- | ------------------- |
| 1  | Mascarita Sagrada ha sconfitto El Mariachi Loco     | Single match        |
| 2  | Mil Muertes (con Catrina) ha sconfitto Ricky Mandel | Single match        |
| 3  | Fenix ha sconfitto Pentagon Jr. e Drago             | Triple threat match |

La puntata si apre con un dialogo tra Dario Cueto e Konnan, in cui quest'ultimo promette di aver scovato tre dei migliori luchadores del Messico: Drago, Fenix e Pentagon Jr. Così Cueto decide di inserirli tutti e tre in un triple threat match, che sarà il main event dello show.
Successivamente Cueto presenta al pubblico un nuovo luchador, El Mariachi Loco, il quale però viene sconfitto da Mascarita Sagrada. Al termine dell'incontro interviene nuovamente Chavo Guerrero, che attacca Mascarita Sagrada. Successivamente Chavo incontra nel backstage Konnan, il quale gli comunica che in Messico non è piaciuto per niente ciò che ha fatto e che presto i suoi colleghi verranno a cercarlo per punirlo, subito dopo sopraggiungono anche Mil Muertes e Catrina e quest'ultima dice a Chavo che si è preso qualcosa che non gli appartiene e per questo verrà punito presto.
In un video si scopre che Mil Muertes perse tutta la sua famiglia da bambino, a causa di un terremoto che colpì Città del Messico e che solo lui riuscì a salvarsi, dopo aver visto la morte in faccia. Proprio Muertes, nel match successivo, sconfigge senza troppi problemi Ricky Mandel.
Tornati nel backstage, troviamo Johnny Mundo, che vuole incontrare Cueto, ma viene bloccato da Cortez Castro e Mr. Cisco; Mundo riesce comunque a mettere al tappeto i due, a incontrare Cueto e a chiedergli un match contro Big Ryck, che gli viene immediatamente concesso per la settimana successiva; ma prima di andarsene Mundo avvisa Cueto che, una volta occupatosi di Ryck, lui sarà il prossimo. Ci viene quindi mostrato un Cueto molto preoccupato, che arriva addirittura a pagare Big Ryck, per far finire Mundo all'ospedale.
Nel main event della serata, fenix riesce a prevalere su Pentagon Jr. e Drago dopo uno spettacolare triple threat match.

## Thrill of the hunt
| N° | Incontri                                    | Stipulazioni |
| -- | ------------------------------------------- | ------------ |
| 1  | Sexy Star ha sconfitto Ivelisse             | Single match |
| 2  | Fenix ha sconfitto Pentagon Jr.             | Single match |
| 3  | Drago ha sconfitto King Cuerno              | Single match |
| 4  | Johnny Mundo ha sconfitto Big Ryck [per DQ] | Single match |

Il primo match della serata vede impegnata Ivelisse contro Sexy Star, la quale prima dell'inizio dell'incontro avvisa Chavo Guerrero, che riceverà la giusta punizione per aver attaccato lei, Blue Demon Jr. e Mascarita Sagrada. Il match si conclude con una vittoria di Sexy Star.
Intanto negli spogliatoi, vediamo Dario Cueto che rimprovera Drago per la sua prestazione deludente della settimana precedente; così decide di fissargli un incontro con King Cuerno.
Tornati sul ring, invece, troviamo Pentagon Jr., il quale, prima di incominciare il suo match contro Fenix, ringrazia Cueto per la possibilità offertagli, visto che in Messico nessuno lo rispetta e crede in lui. L'incontro tra i due però viene vinto proprio da Fenix.
Nel terzo match della serata, Drago riesce a sconfiiggere King Cuerno.
Durante il main event, che vede affrontarsi, come annunciato, Johnny Mundo e Big Ryck, le immagini si spostano nel backstage, dove vediamo Mr. Cisco e Cortez Castro attaccare alle spalle Prince Puma, per poi andare sul ring e intervenire attaccando Mundo, causando così la sconfitta di Ryck per squalifica. A match terminato Mundo tenta di vendicarsi, ma i tre, sfruttando il vantaggio numerico, lo stendono e poi Big Ryck lo schianta su un tavolo di legno, con la sua side slam.

## Boyle Heights Street Fight
| N° | Incontri                                                          | Stipulazioni                     |
| -- | ----------------------------------------------------------------- | -------------------------------- |
| 1  | Mil Muertes (con Catrina) ha sconfitto Drago                      | Single match                     |
| 2  | Mascarita Sagrada ha sconfitto Son of Havoc (con Ivelisse)        | Single match                     |
| 3  | Chavo Guerrero Jr. ha sconfitto Sexy Star [per DQ]                | Single match                     |
| 4  | Big Ryck (con Cortez Castro e Mr. Cisco) ha sconfitto Prince Puma | Boyle Heights Street Fight match |

Il segmento d'apertura ci mostra Konnan, che, in rappresentanza di Prince Puma, si sta lamentando con Cueto per l'attacco subito dal suo protetto nella puntata precedente e, alla fine, chiede e ottiene un Boyle heights Street Fight match tra Puma e Big Ryck.
Il primo match della serata vede impegnati Mil Muertes e Drago, a vincere è proprio l'uomo delle mille morti, ma l'incontro si è svolto, per tutta la sua durata, sotto lo sguardo dall'alto di King Cuerno, il quale a match terminato attacca uno stremato e sconfitto Drago, per vendicarsi della sconfitta della settimana precedente. Poco dopo, troviamo nel backstage proprio Catrina e Mil Muertes, i quali vengono raggiunti da Dario Cueto, proprio durante questo segmento scopriamo che Muertes e Catrina conoscono l'oscuro segreto che si cela dietro la chiave che Cueto porta sempre al collo.
Nel secondo incontro della serata si affrontano Son of Havoc e Mascarita Sagrada, a prevalere è proprio quest'ultimo, ma durante la contesa sopraggiunge dagli spalti una ragazza misteriosa la cui identità rimane segreta.
Il terzo match vede come protagonisti Chavo Guerrero Jr. e Sexy Star, con quest'ultima in cerca di vendetta per i comportamenti violenti e irrispettosi delle settimane precedenti di Chavo. L'incontro termina per squalifica, dato che Sexy Star, spinta dalla sete di vendetta rifila un calcio all'arbitro, il quale stava cercando di dissuaderla dall'utilizzare una sedia d'acciaio per colpire l'avversario, ma proprio mentre la ragazza sta per colpire Chavo, arriva sul quadrato Pentagon Jr. il quale decide di allearsi con Chavo, ma in soccorso di Sexy Star giunge Fenix, il quale mette in fuga i due.
Nel main event si affrontano, come detto, Prince Puma e Big Ryck in un match senza squalifiche. La contesa diventa rapidamente a senso unico quando Ryck grazie all'aiuto dei suoi due scagnozzi incomincia a utilizzare ogni tipo di oggetto contundente per distruggere Puma, ma all'improvviso arriva sul ring, saltando da una balconata, Johnny Mundo, il quale però colpisce per errore Prince Puma con una sediata, permettendo così a Ryck di schiantare Puma sul tavolo e di schienarlo, per la vittoria finale.

## The Key
| N° | Incontri                                                            | Stipulazioni               |
| -- | ------------------------------------------------------------------- | -------------------------- |
| 1  | Pimpinela Escarlata ha sconfitto Son of Havoc (con Ivelisse)        | Single match               |
| 2  | Mil Muertes (con Catrina) ha sconfitto Famous B                     | Single match               |
| 3  | King Cuerno ha sconfitto Drago                                      | Single match               |
| 4  | Sexy Star e Fenix hanno sconfitto Chavo Guerrero Jr. e Pentagon Jr. | Intergender Tag Team match |

La puntata incomincia mostrandoci Big Ryck e Dario Cueto, che festeggiano la vittoria di Ryck della settimana precedente e la stipulazione di un contratto di lavoro esclusivo per Lucha Underground.
Passando sul ring, vediamo Son of Havoc e Ivelisse, la quale si lamento col pubblico per il trattamento riservato a Son of Havoc durante le prime settimane in Lucha Underground; così lanciano una sfida a chiunque abbia il coraggio di sfidarlo uomo a uomo. si presenta quindi la drag queen, Pimpinela Escarlata. A vincere è proprio Pimpinela, che, approfittando della distrazione causata dall'arrivo di Mascarita Sagrada, schiena Son of Havoc con un roll up.
Tornando nel backstage, vediamo Johnny Mundo minacciare Dario Cueto; così il padrone del tempio si trova costretto a promettere più soldi a Mundo, quest'ultimo decide però di rubare la chiave misteriosa dal collo di Cueto, per usarla come una sorta di assicurazione.
Le telecamere tornano a mostrarci il ring, dove l'esordiente Famous B sta attendendo il suo avversario, che si rivela essere il temibile Mil Muertes, che domina l'incontro e sconfigge senza problemi il ragazzo.
Il terzo match della puntata vede impegnato Drago, il quale, dopo l'attacco subito nell'episodio precedente, affronterà King Cuerno. Durante l'incontro si presenta nuovamente sugli spalti la stessa donna misteriosa della puntata precedente, che poi se ne va senza proferire parola. L'incontro viene vinto alla fine da King Cuerno, il quale dopo la fine del match avvisa Drago che la caccia è appena incominciata.
Intanto sul quadrato troviamo Johnny Mundo che reclama da Cueto i suoi 100.000$, intimandogli di presentarsi sul ring entro 10 secondi coi suoi soldi; il conteggio però viene interrotto da Big Ryck, il quale però viene steso da un suicide dive di Mundo. Il conteggio dello sciamano riprende ma viene nuovamente interrotto da Konnan, che avvisa Mundo del fatto che Prince Puma non starà più dalla sua parte dopo quanto successo nella puntata precedente. Ciò dà il tempo a Ryck di riprendersi e di attaccare alle spalle Mundo. Quest'ultimo, nonostante i proclami di Konnan, viene salvato proprio da Prince Puma. I due poi prendono parte a una scazzottata, che viene sedata dall'intervento di alcuni arbitri e di Dario Cueto, che decide di mettere in palio i 100.000$ in un Ladder match.
Il main event vede impegnati in un tag team match, Sexy Star e Fenix contro Chavo e Pentagon Jr., a emergere come vincitori, dopo un incontro molto spettacolare, sono proprio Sexy Star e Fenix.

## Top of the ladder
| N° | Incontri                                                                         | Stipulazioni               |
| -- | -------------------------------------------------------------------------------- | -------------------------- |
| 1  | King Cuerno ha sconfitto Super Fly                                               | Single match               |
| 2  | Chavo Guerrero Jr. (con Pentagon Jr.) ha sconfitto Fenix (con Sexy Star)         | Single match               |
| 3  | Johnny Mundo ha sconfitto Big Ryck (con Cortez Castro e Mr. Cisco) e Prince Puma | Triple Threat Ladder match |

L'episodio si apre con un incontro tra King Cuerno e Super Fly, con quest'ultimo al suo esordio in Lucha Underground. A uscirne vincitore, anche piuttosto agevolmente, è King Cuerno, alla fine di un match breve, ma molto dinamico.
Nell'incontro successivo si affrontano Chavo Guerrero Jr. e Fenix; la vittoria finale va al nipote di Eddie, grazie all'intervento di Pentagon non visto dall'arbitro, che era stato distratto proprio da Sexy Star. Nel post-match Sexy Star avvisa Chavo che Blue Demon sta tornando per prendersi la propria vendetta.
Il main event vede protagonisti, come annunciato la settimana precedente, Johnny Mundo, Prince Puma e Big Ryck, in un ladder match con in palio la valigetta contenente i 100.000$. Al termine di un match molto spettacolare e violentissimo, che ha visto anche l'intervento, a supporto di Ryck, di un misterioso uomo mascherato di nome Bael, è Johnny Mundo a uscirne vincitore.
Al termine del match appare nel tempio anche Dario Cueto, il quale, visto che Mundo ha ottenuto ciò che voleva, chiede indietro la sua chiave; Mundo alla fine decide di riconsegnargliela, ma non prima di averlo colpito con un pugno in faccia.

## A unique opportunity
| N° | Incontri | Stipulazioni        |
| -- | --- | ------------------- |
| 1  | Fenix ha sconfitto Prince Puma, Big Ryck, King Cuerno, Drago, Mascarita Sagrada, Super Fly, Pentagon Jr. Son of Havoc e El Mariachi Loco                        | 10-Way match        |
| 2  | Mil Muertes (con Catrina) ha sconfitto Johnny Mundo, Chavo Guerrero Jr., Bael, Mr Cisco, Cortez Castro, Sexy Star, Pimpinela Escarlata, Ricky Mandel e Famous B | 10-men Battle Royal |
| 3  | Mil Muertes (con Catrina) ha sconfitto Fenix | Single match        |

La puntata si apre direttamente sul ring, dove troviamo ben 10 wrestler. A fare chiarezza giunge dall'interno del suo ufficio il proprietario della Lucha Underground, Dario Cueto, il quale annuncia che tutti i presenti sul quadrato prenderanno parte a un 10-Way match e altri 10 luchadores in seguito, parteciperanno a una Battle Royal. Lo stesso Cueto annuncia anche che i due luchadores che emergeranno come vincitori, combatteranno uno contro l'altro per una ricompensa unica.
Il primo dei due vincitori risulta essere Fenix, dopo aver schienato Prince Puma. Passando nello spogliatoio ci viene mostrato un Konnan furioso, che si sfoga con Prince Puma e lo avvisa che se dovesse nuovamente perdere un'opportunità come quella, potrebbe perdere definitivamente il suo mentore.
Il secondo incontro a 10 uomini della serata vede come vincitore Mil Muertes, il quale si aggiudica la vittoria eliminando per ultimo Johnny Mundo.
Prima dell'inizio del main event, che vedrà contrapporsi proprio Mil Muertes e Fenix per guadagnarsi una grande opportunità, arriva Dario Cueto, con una cintura sulla spalla, il quale annuncia che nella puntata seguente si svolgerà il primo Aztec Warfare della storia, con in palio proprio il Lucha Underground Championship. Poi comunica anche ai due contendenti che chi vincerà l'incontro tra i due, avrà il grande vantaggio di entrare per ultimo nell'Aztec Warfare, mentre lo sconfitto sarà costretto a entrare per primo.
Il risultato finale del match vede come vincitore Mil Muertes, il quale si guadagna quindi il diritto di entrare per ultimo nell'Aztec Warfare, che nella puntata seguente assegnerà il Lucha Underground Championship.

## Aztec Warfare
| N° | Incontri | Stipulazioni                                         |
| -- | --- | ---------------------------------------------------- |
| 1  | Prince Puma ha sconfitto Johnny Mundo, Mil Muertes (con Catrina), Fenix, King Cuerno, Sexy Star, Big Ryck, Mr. Cisco, Son of Havoc, Pimpinela Escarlata, Ivelisse, Drago, Bael, Cortez Castro, Pentagon Jr., Ricky Mandel, Chavo Guerrero Jr., Super Fly, Mascarita Sagrada, El Mariachi Loco, | Aztec Warfare for the Lucha Underground Championship |

Il primo Aztec Warfare match, con in palio il Lucha Underground Championship, ha visto la partecipazione di 20 Luchadores e a emergere come primo Lucha Undergorund Champion è stato Prince Puma, dopo aver eliminato per ultimo Johnny Mundo.

## Law of the jungle
| N° | Incontri                                                          | Stipulazioni                                       |
| -- | ----------------------------------------------------------------- | -------------------------------------------------- |
| 1  | Cage ha sconfitto Angelico, Aerostar e Argenis                    | Four-Way Elimination match                         |
| 2  | Drago vs King Cuerno termina in No Contest [per double count-out] | Single match                                       |
| 3  | Prince Puma ha sconfitto Fenix                                    | Single match per il Lucha Underground Championship |

All'inizio della puntata ci viene mostrato un segmento dall'ufficio di Cueto, in cui il proprietario del tempio si complimenta con Fenix per ciò che ha fatto vedere in Lucha Underground, e poi gli chiede di distruggere Prince Puma, in un incontro valevole per il Lucha Underground Championship. Fenix accetta, ma proprio mentre il luchador sta uscendo dalla stanza dietro a una finestra scorgiamo la donna misteriosa delle ultime settimane, intenta a spiare i due.
Una volta tornati sul quadrato, Matt Striker e Vampiro ci comunicano che assisteremo all'esordio di 4 nuovi combattenti, in un 4-Way Elimination match: Aerostar, Argenis, Angelico e Cage. L'incontro viene vinto proprio da Cage, che, dopo una fase molto acrobatica, riesce a eliminare in rapida sequenza tutti e tre i suoi avversari, grazie alla sua potenza devastante.
Tornati dalla pausa pubblicitaria troviamo Chavo Guerrero seduto sul ring, che chiede a Blue Demon Jr. di presentarsi sul quadrato, dato che vuole scusarsi con lui. Però una volta che i due si trovano uno di fronte all'altro Chavo cerca di attaccare Blue Demon con un tirapugni, ma viene respinto dal demone blu, il quale poi finisce il lavoro con due sediate.
Il secondo match della serata vede impegnati King Cuerno e Drago, che disputano una sorta di bella, dato che, nei due loro incontri precedenti, hanno avuto una vittoria a testa. Dopo un match molto spettacolare e violento, in cui si sono visti anche l'uso di una sedia e di un tavolo, l'incontro termina in no contest per doppio count-out.
Nel main event valevole per il titolo, Prince Puma, alla sua prima difesa titolata, è riuscito a sconfiggere Fenix.

## Last luchador standing
| N° | Incontri                                                                                     | Stipulazioni            |
| -- | -------------------------------------------------------------------------------------------- | ----------------------- |
| 1  | Mr. Cisco & Cortez Castro (con Bael) hanno sconfitto Mascarita Sagrada & Pimpinela Escarlata | Tag Team match          |
| 2  | Pentagon Jr. ha sconfitto Super Fly                                                          | Single match            |
| 3  | Sexy Star ha sconfitto El Mariachi Loco                                                      | Single match            |
| 4  | King Cuerno ha sconfitto Drago                                                               | Last Man Standing match |

L'opener della puntata vede affrontarsi, in un Tag Team match Pimpinela Scarlata e Mascarita Sagrada contro Mr. Cisco e Cortez Castro, a prevalere sono proprio questi ultimi, anche grazie all'aiuto di Bael. Al termine dell'incontro Big Ryck, che aveva osservato tutto il match da bordo ring, sale sul quadrato e annuncia che prima o poi riuscirà a conquistare il Lucha Underground Championship, chiunque sia il campione; ma all'improvviso i tre scagnozzi attaccano Ryck alle spalle, stendendolo con l'ausilio di una mazza da kendo, per poi spegnergli addirittura un sigaro in un occhio. I tre poi si dirigono verso l'ufficio di Cueto, mentre Big Ryck viene soccorso dai medici. Le immagini successive ci mostrano Cueto mentre paga i tre ceffi e li ringrazia, per aver tolto di mezzo Big Ryck.
Successivamente assistiamo a un'intervista a Cage il quale avvisa l'intero roster di Lucha Undergorund, che lui è geneticamente superiore e che è disposto a passare sopra chiunque pur di arrivare al titolo.
Nel secondo match della serata, si affrontano Super Fly e Pentagon Jr., a vincere la contesa è Pentagon, il quale a fine match avvisa Chavo Guerrero che ha trovato qualcuno disposto ad aiutarlo nel cercare vendetta, nei suoi confronti.
Nel terzo match vediamo contrapposti Sexy Star ed El Mariachi Loco, a prevalere è proprio Sexy Star, che vince di rapina con una culla improvvisa.
Il match successivo è il main event, che vede King Cuerno e Drago sfidarsi in un Last Luchador Standing match per decretare il vincitore finale della loro rivalità. A risultare vincitore è King Cuerno, che riesce a ottenere il decisivo conto di 10 dopo aver legato Drago al turnbuckle con una fune.

## They call him Cage
| N° | Incontri                                                                                    | Stipulazioni                                       |
| -- | ------------------------------------------------------------------------------------------- | -------------------------------------------------- |
| 1  | Fenix ha sconfitto Mil Muertes (con Catrina)                                                | Single match                                       |
| 2  | The Crew (Cortez Castro, Mr. Cisco & Bael) hanno sconfitto Argenis, Super Fly and Aero Star | Trios match                                        |
| 3  | Prince Puma (con Konnan) ha sconfitto Cage [per DQ]                                         | Single match per il Lucha Underground Championship |

Ad aprire l'episodio è un video, in cui assistiamo a un allenamento di Cage, che viene però interrotto da Cueto, il quale comunica a The Machine che questa sera affronterà Prince Puma, in un match con in palio il titolo.
Il primo incontro della serata vede impegnati Mil Muertes e Fenix. L'incontro viene vinto di rapina da Fenix, che riesce, dopo aver subito un superplex, a ribaltare l'azione in uno schienamento improvviso, che gli vale il conto di 3.
Nel secondo match in programma i tre della Crew riescono a sconfiggere Argenis, Super Fly e Aerostar in un cosiddetto Trios match.
Come anticipato, nel main event della puntata si fronteggiano Cage e Prince Puma, che danno vita a un match eccezionale, che si conclude però con la squalifica di Cage, dopo che ha rifilato un calcio nelle parti basse a Puma. A match terminato The Machine distrugge Puma con alcune mosse, per poi colpire anche Konnan con la cintura e per finire strappa addirittura il titolo con il solo uso delle mani.
A chiudere l'episodio è un video in cui scopriamo finalmente le intenzioni della donna misteriosa, apparsa nelle ultime puntate. Infatti si introduce nell'ufficio di Cueto minacciaondolo di consegnargli un uomo che ha un debito con lei; Cueto chiede maggiori informazioni, ma la risposta è solo una parola: Matanza. Cueto dice alla donna che quel nome non gli dice niente, così lei abbandona l'ufficio.

## Johnny Mundo vs The Machine
| N° | Incontri                                          | Stipulazioni                             |
| -- | ------------------------------------------------- | ---------------------------------------- |
| 1  | Angelico ha sconfitto Son of Havoc (con Ivelisse) | Single match                             |
| 2  | Pentagon Jr. ha sconfitto Famous B                | Single match                             |
| 3  | Drago ha sconfitto Aerostar                       | Single match; Best of 5 Series (A=0 D=1) |
| 4  | Cage ha sconfitto Johnny Mundo                    | Single match                             |

Si parte subito con un incontro che vede affrontarsi Angleico e Son of Havoc, a prevalere è proprio l'atleta sudafricano, che manda Son of Havoc a impattare contro Ivelisse, mentre la ragazza è in piedi sull'apron ring, e ne approfitta per schienarlo con una culla da dietro.
Le immagini poi ci portano nell'ufficio di Dario Cueto, il quale sta parlando con Johnny Mundo. Il proprietario del tempio comunica a Mundo che stasera prenderà parte al main event della card, in un match contro Cage.
Nel secondo incontro della puntata Pentagon Jr. sconfigge senza alcuna difficoltà Famous B. Al termine del match Pentagon infierisce sul braccio di Famous B e poi giura fedeltà eterna al proprio maestro.
Le immagini si spostano in un luogo lugubre, dove Cueto sta parlando con un personaggio misterioso e gli comunica che la donna che si fa chiamare Black Lotus, lo sta cercando. Gli dice anche che avrebbe potuto consegnargli le chiavi che porta al collo, in modo che la ragazza potesse prendersi la sua vendetta; ma non l'ha fatto perché deve proteggere il suo tempio da Matanza.
Il match successivo vede impegnati Aerostar e Drago, a vincere è quest'ultimo e a fine match i due si stringono la mano.
Un video poi ci mostra Fenix intento ad allenarsi, ma viene interrotto da Catrina, la quale, dopo un discorso accompagnato da gesti molto provocanti e sensuali, bacia Fenix sulle labbra e poi gli intima di tenere tutto ciò segreto, altrimenti Mil Muertes se la prenderà con entrambi.
Nel main event Johnny Mundo e Cage si affrontano sostanzialmente alla pari, però il match viene interrotto da King Cuerno, che colpisce Mundo e ne causa la vittoria per squalificae successivamente gli colpisce anche una gamba con una sedia d'acciaio. Tuttavia, dopo questo attacco a tradimento, arriva Cueto, il quale decide di far ripartire il match, che, anche a causa della gamba infortunata di Mundo, verrà vinto da Cage.
La puntata si chiude con un Dario Cueto, visibilmente preoccupato, che parlando al telefono con qualcuno a proposito della ragazza misteriosa; ma all'improvviso viene interrotto da qualcuno che bussa alla porta, che si rivela poi essere Alberto El Patron, meglio conosciuto come Alberto Del Rio.

## Open mic night
| N* | Incontri                                              | Stipulazioni |
| -- | ----------------------------------------------------- | ------------ |
| 1  | Fenix ha sconfitto Argenis                            | Single match |
| 2  | Johnny Mundo ha sconfitto Son of Havoc (con Ivelisse) | Single match |
| 3  | Pentagon Jr.ha sconfitto Ricky Mandel                 | Single match |

Il match d'apertura vede impegnati Argenis e Fenisìx, reduce dalla vittoria di rapina contro Mil Muertes della settimana precedente. A match in corso sopraggiunge Catrina, che incomincia a guardare l'incontro con interesse. A risultare vincitore alla fine è Fenix e a match terminato Catrina sale sul ring e infligge la sua caratteristica leccata della morte allo sconfitto Argenis, con un Fenix che se ne va confuso e intimorito.
Le immagini si spostano poi nel backstage dove un Mil Muertes, visibilmente infuriato, dice a Catrina di non aver alcun bisogno di lei. Poi se ne va e nei corridoi incontra Chavo Guerrero e gli comunica che la settimana successiva dovrà pagare il suo debito.
Un altro video poi ci mostra Big Ryck all'interno di un confessionale, intento a confessare le sue colpe future e giura vendetta nei confronti dei suoi tre ex scagnozzi.
Nel secondo incontro della serata Son of Havoc viene sconfitto da Johnny Mundo, nonostante una prestazione molto convincente. Durante i festeggiamenti di Mundo, però, sopraggiunge King Cuerno che attacca Mundo alle spalle e lo stende con la sua Thrill of the hunt.
Nell'ultimo match della puntata Pentagon Jr. sconfigge senza troppi problemi Ricky Mandel e poi gli riserva lo stesso trattamento riservato la settimana precedente a Famous B; poi prende un microfono e dice che questo è stato un altro sacrificio per il suo maestro.
A chiudere la puntata fa il suo arrivo nel tempio Alberto El Patron, che ha qualcosa da dire. Alberto racconta ai fedeli del tempio il suo passato e le sue origine e dice che ha voluto entrare in Lucha Underground perché è un posto realmente meritocratico in cui non sei giudicato per il colore della pelle. All'improvviso però viene attaccato alle spalle da Texano, cioè il luchador a cui, solo un paio di mesi prima, aveva strappato il titolo mondiale della AAA.

## Eye for an eye
| N° | Incontri | Stipulazioni                |
| -- | --- | --------------------------- |
| 1  | Mil Muertes ha sconfitto Chavo Guerrero Jr.                                                                   | Single match                |
| 2  | Ivelisse (con Son of Havoc) ha sconfitto Angelico                                                             | Single match                |
| 3  | Texano ha sconfitto Super Fly                                                                                 | Single match                |
| 4  | Sexy Star, Mascarita Sagrada & Pimpinela Escarlata hanno sconfitto The Crew (Cortez Castro, Mr. Cisco & Bael) | No Holds Barred Trios match |

Il primo match della serata è quello tra Chavo Guerrero e Mil Muertes; ma a metà incontro si presenta a bordo ring Catrina, la quale è causa di distrazione per Muertes, che infatti, in un momento di distrazione, viene colpito da una sediata di Chavo, che viene quindi squalificato. Poi Mil Muertes colpisce Chavo con la sua mossa finale e ordina a Catrina di impartirgli la lick of death; ma la ragazza si rifiuta e Mil decide di colpire anche lei con la sua flatliner, ma a salvare Catrina sopraggiunge Fenix, che la mette in salvo.
Successivamente un breve video ci mostra Black Lotus che apre una porta scassinandola; ma ancora non sappiamo dove sia diretta.
Dopo una clip in cui Cueto chiede alla Crew di distruggere Pimpinela Escarlata, Mascarita Sagrada e Sexy Star, troviamo sul ring Son of Havoc e Ivelisse. Quest'ultima dice al fidanzato che stasera avrebbe dovuto disputare la rivincita contro Angeico; ma lei è stufa di vederlo perdere, così sfida lo stesso Angelico in un match contro di lei. A prevalere è proprio la Baddest Bitch in the Building che, anche grazie all'intervento di Son of Havoc, sconfigge Angelico con una culla improvvisa.
Dopo un'intervista in cui Texano annuncia che è arrivato al tempio per riprendersi ciò che Alberto El Patron gli ha rubato, cioè il titolo AAA, torniamo sul quadrato dove proprio Texano è impegnato contro Super Fly. A prevalere è proprio Texano, che vince senza difficoltà; ma a match terminato sopraggiunge Alberto El Patron, che attacca Texano e lo colpisce con la sua bull rope.
Un video ci porta nell'ufficio di Dario Cueto, in cui fa irruzione Cage, il quale chiede che sia dichiarato campione di Lucha Underground di diritto, ma Cueto gli dice che non può farlo e gli assicura che se la settimana prossima batterà Prince Puma, gli verrà data una chance titolata. Proprio mentre Cage esce dall'ufficio sopraggiunge anche Chavo Guerrero, che annuncia al proprietario del tempio che ha deciso di lasciare la federazione, dal canto suo Cueto lo ringrazia e gli dice che, in caso cambiasse idea, le porte del suo tempio sono sempre aperte.
Le immagini si spostano e ci portano in quella che sembra essere una gabbia, e vediamo Black Lotus che sembra aver trovato ciò che cercava. La ragazza dice all'uomo davanti a lei, che fin da bambina ha sempre desiderato ucciderlo con le sue mani; ma, proprio mentre proferisce queste parole, viene aggredita alle spalle e rapita da un'entità misteriosa.
Torniamo sul ring dove, come già anticipato, The Crew affronterà Pimpinela Escarlata, Mascarita Sagrada e Sexy Star. I tre ceffi inizialmente mettono fuorigioco Pimpinela e Macarita; ma Sexy Star, con la sua forza d'animo, riesce ad arrivare vicino alla vittoria. Alla fine quelli della Crew sembrano prevalere sfruttando la superiorità numerica, ma all'improvviso arriva dalla scalinata Big Ryck, che causa una distrazione per i tre, che viene sfruttata da Sexy Star per trovare il conto di tre per la vittoria.

## Caged Animals
| N° | Incontri                                                           | Stipulazioni                             |
| -- | ------------------------------------------------------------------ | ---------------------------------------- |
| 1  | Aerostar ha sconfitto Drago                                        | Single match; Best of 5 Series (A=1 D=1) |
| 2  | Cage ha sconfitto Prince Puma (con Konnan)                         | Single match                             |
| 3  | Pentagon Jr. ha sconfitto Vinny Massaro                            | Single match                             |
| 4  | King Cuerno vs Johnny Mundo termina in pareggio [Doppio count-out] | Single match                             |

Il match di apertura è una rivincita del match di tre puntate fa tra Drago e Aerostar, entrambi sfoderano un'altra ottima prestazione e a prevalere questa volta è Aerostar, che pareggia il conto e a fine match stringe nuovamente la mano all'avversario. Ma in seguito giunge Dario Cueto che, rimasto colpito dallo spettacolo offerto dai due decide di indire una sfida al meglio dei 5 incontri, con in palio una delle sue grandi opportunità.
Il secondo match è la sfida tra Cage e Prince Puma, in cui se a vincere sarà Cage, riceverà l'opportunità di andare nuovamente per il titolo di Lucha Underground. A metà incontro arriva a bordo ring Konnan, il quale dopo che il suo assistito ha subito il Discus Lariat e la Weapon X di Cage, decide di gettare la spugna e di far così perdere Prince Puma.
Il terzo match vede impegnato Pentagon Jr. questa volta contro Vinny Massaro, Pentagon vince senza alcuna difficoltà e, a match terminato, colpisce l'avversario con una power bomb sopra un tavolo e poi gli infortuna il braccio con la sua letale hammerlock armbar.
il main event che vede la resa dei conti tra King Cuerno e Johnny Mundo termina in doppio count-out, coi due contendetni che a match già concluso continuano con una rissa senza quartiere che arriva fin sulle scalinate e tra il pubblico.
Prima che finisca la puntata, un video in esterna ci rivela finalmente chi è il rapitore di Black Lotus, infatti ad aprire il bagagliaio in cui era stata imprigionata la ragazza, è un misterioso uomo mascherato, il quale chiede poi chiede a Black Lotus se conosca la lucha libre.

## A war started in Mexico...
| N° | Incontri                                       | Stipulazioni |
| -- | ---------------------------------------------- | ------------ |
| 1  | Mil Muertes ha sconfitto Fenix                 | Single match |
| 2  | Big Ryck ha sconfitto Sexy Star                | Single match |
| 3  | Texano ha sconfitto Alberto El Patron [per DQ] | Single match |

Un video iniziale ci mostra Alberto El Patron nell'ufficio di Cueto, intento a convincere il proprietario del tempio a dargli un incontro contro Texano, alla fine Cueto decide controvoglia di accontentarlo e di fissare come main event della serata Texano vs Alberto El Patron.
Nel primo incontro della serata si affrontano Mil Muertes e Fenix in una sorta resa dei conti. Il match viene vinto da Mil Muertes, che sfrutta la sua superiorità fisica; poi a fine match Mil chiede a Catrina di infliggere la leccata della morte a Fenix, ma lei rifiuta e allora Mil Muertes la prende per punirla. La ragazza però viene salvata da Fenix e poi esegue la leccata della morte sullo stesso Mil Muertes.
Con un video veniamo a sapere che Cueto ha deciso di fissare, per la puntata successiva, un altro match tra Ivelisse e Angelico, con Son of Havoc come arbitro speciale.
Torniamo sul ring per assistere al match tra Sexy Star e Big Ryck, con in palio l'opportunità di avere un match 3 contro 1, contro la Crew. Il match viene vinto da Big Ryck senza usare nemmeno una mossa, ma solamente tenendole le spalle a terra con la forza; poi arrivano sul ring i tre della Crew, che però alla fine vengono messi in fuga da Big Ryck.
Nel main event si affrontano, come anticipato, Texano e Alberto El Patron in un match spettacolare ed estenuante. Texano cerca in più modi di andare contro le regole pur di sconfiggere l'avversario, ma alla fine Alberto decide di vendicarsi e incomincia a frustarlo con la sua bull rope, venendo squalificato.
Alla fine della puntata vediamo un video, in cui Dario Cueto informa King Cuerno che è stato obbligato a dare a Johnny Mundo un incontro contro di lui e Cuerno promette che sconfiggerà Mundo in uno Steel Cage match.

## No escape
| N° | Incontri                              | Stipulazioni                                        |
| -- | ------------------------------------- | --------------------------------------------------- |
| 1  | Pentagon Jr. ha sconfitto Argenis     | Single match                                        |
| 2  | Angelico ha sconfitto Ivelisse        | Single match con Son of Havoc come arbitro speciale |
| 3  | Johnny Mundo ha sconfitto King Cuerno | Steel Cage match                                    |

Il primo match vede impegnati Argenis e Pentagon Jr.; questa volta Pentagon si trova più in difficoltà del solito, ma alla fine riesce a strappare la vittoria e a infortunare il braccio di Argenis, con la sua letale manovra di sottomissione.
In un video, vediamo Catrina mentre parla con Fenix e gli dice che lui sarà anche l'uomo dalle mille vite, ma Mil Muertes è l'uomo delle mille morti e l'unico modo per sconfiggerlo definitivamente è sotterrarlo, preannunciando quindi un Casket match tra i due.
Nel secondo match si svolge la rivincita tra Angelico e Ivelisse, con Son of Havoc come arbitro speciale. Il match alla fine viene vinto da Angelico, che stende Ivelisse con un high kick, dopo che la ragazza aveva schiaffeggiato Son of Havoc.
Arriviamo quindi al main event della serata in cui King Cuerno e Jonnhy Mundo si sfideranno in un Cage match. Il match è molto duro e alla fine a vincere è proprio Johnny Mundo, che schiena l'avversario, dopo averlo colpito con uno spettacolare corkscrew moonsault dalla sommità della gabbia, ponendo quindi la parola fine alla sua rivalità con King Cuerno.

## Grave consequences
| N° | Incontri                                                         | Stipulazioni                             |
| -- | ---------------------------------------------------------------- | ---------------------------------------- |
| 1  | Aerostar ha sconfitto Drago                                      | Single match; Best of 5 Series (A=2 D=1) |
| 2  | Big Ryck ha sconfitto The Crew (Cortez Castro, Mr. Cisco & Bael) | No DQ 3-on-1 Elimination Handicap match  |
| 3  | Fenix (con Catrina) ha sconfitto Mil Muertes                     | Casket match                             |

Ad aprire lo show abbiamo il terzo match della serie al meglio delle 5 vittorie, tra Aerostar e Drago. L'incontro viene vinto da Aerostar, il quale si porta quindi si porta sul 2-1 nella serie.
Il secondo incontro è il 3 contro 1 a eliminazione tra Big Ryck e The Crew, i tre inizialmente sfruttano la superiorità numerica, ma alla fine Big Ryck, sfruttando la sua potenza disumana elimina prima Bael e poi Cortez Castro. Mr. Cisco invece, spaventato dal suo ex capo, decide di andarsene; ma, giunto in cima alla scalinata si trova di fronte Sexy Star che lo riporta sul quadrato e Big Ryck può così chiudere il match con la sua side slam, eseguita sopra una sedia.
Arriviamo al main event che vede impegnati Mil Muertes e Fenix in un Casket match, l'incontro viene dominato fisicamente da un Mil Muertes particolarmente violento e rabbioso, ma alla fine Fenix riesce a vincere spedendo Mil Muertes nella bara con un foot stomp dal paletto.

## The art of war
| N° | Incontri                                               | Stipulazioni                                                           |
| -- | ------------------------------------------------------ | ---------------------------------------------------------------------- |
| 1  | Son of Havoc (con Ivelisse) ha sconfitto Angelico      | Single match                                                           |
| 2  | Alberto El Patron (C) ha sconfitto Texano              | Bull Rope match per il AAA Mega Championship                           |
| 3  | Prince Puma (con Konnan e Hernandez) ha sconfitto Cage | Boyle Heights Street Fight match per il Lucha Underground Championship |

In questa storica puntata di Lucha Underground assisteremo a ben due match titolati. Ma il match di apertura vede impegnati Angelico e Son of Havoc. Il match prosegue in sostanziale parità, nonostante Son of Havoc venga più volte distratto dalla sua stessa fidanzata. Ma alla fine Havoc prima di eseguire la sua shooting star press dal paletto, prende un microfono e dice di aver capito il motivo delle sue continue sconfitte e così decide di scaricare Ivelisse, per poi connettere con la sua finisher e sconfiggere Angelico.
Attraverso un video, veniamo a sapere che Dario Cueto ha messo sotto contratto un nuovo luchador consigliatogli da Konnan, cioè Hernandez e gli promette anche un posto d'onore per assistere al main event della serata.
Nel secondo match di serata assistiamo al primo dei due match titolati, cioè il Bull Rope match tra Alberto El Patron e Texano, valevole per il AAA Mega Championship. A prevalere è Alberto El Patron che, dopo un match molto fisico, riesce a sottomettere Texano con la sua cross armbreaker eseguita sulle corde.
Nel main event si svolge il Boyle Heights Street Fight match per il Lucha Underground Title; l'incontro è molto violento e spettacolare e alla fine Cage, pur dopo aver eseguito la sua weapon-x, decide di non schienare Puma, ma incomincia a distrarsi provocando Hernandez, così Konnan sale sul ring e lo colpisce con il suo nuovo bastone da passeggio in ferro. Prince Puma, una volta ripresosi, può così connettere con la sua 630° senton, riuscendo a mantenere il suo titolo.

## Uno! Dos! Tres!
| N° | Incontri                                                                         | Stipulazioni                                                                   |
| -- | -------------------------------------------------------------------------------- | ------------------------------------------------------------------------------ |
| 1  | Johnny Mundo ha sconfitto Angelico                                               | Single match                                                                   |
| 2  | Drago ha sconfitto Aerostar                                                      | Single match; Best of 5 Series (A=2 D=2)                                       |
| 3  | Big Ryck, Killshot & The Mack hanno sconfitto Sexy Star, Superfly & Pentagon Jr. | Trios match, semifinale per il Lucha Underground Trios Championship Tournament |

La puntata incomincia con una clip registrata nell'ufficio di Cueto e vediamo Big Ryck entrarvi insieme ai suoi due nuovi assistiti: Killshot e The Mack. Ryck dice a Cueto di aver sentito in giro che è stato proprio lui a ordinare alla Crew di farlo fuori; ma il proprietario del tempio giura che queste sono solo menzogne e promette ai tre un posto nel torneo che decreterà i primi Trios Champions di Lucha Underground.
Nel match di apertura si affrontano Angelico e Johnny Mundo, i due danno vita a un incontro ad alto tasso di spettacolarità e alla fine a prevalere è Johnny Mundo, che ottiene lo schienamento vincente grazie alla sua Fin del Mundo.
Nel video successivo ritroviamo Black Lotus e veniamo a sapere che l'uomo che qualche settimana prima l'aveva rapita si chiama El Dragon Azteca, il quale confessa alla ragazza di essere stato presente quando i suoi genitori furono uccisi. Scopriamo anche che El Dragon Azteca si è offerto di allenare la ragazza nella lucha libre, per permettergli di ottenere la sua vendetta.
Ritorniamo nell'ufficio di Dario Cueto, doveegli comunica a Sexy Star che anche lei farà parte del torneo per decretare i Trios Champions e che, insieme a Super Fly e Pentagon Jr., affronterà proprio Big Ryck, The Mack e Killshot. La ragazza però non sembra essere molto soddisfatta, dato che dovrà fare squadra con Pentagon, con cui aveva avuto delle divergenze in passato.
Il secondo incontro della serata, è il quarto match della serie al meglio dei 5, tra Drago e Aerostar. Drago riesce a vincere la contesa e a portarsi sul pareggio, portando così la serie al quinto e ultimo match.
Torniamo per la terza volta nell'ufficio di Cueto, dove il proprietario del tempio decide di accorpare in un trio Ivelisse, Son of Havoc e Angelico, visti i loro scarsi risultati nella competizione in singolo e di dare loro un match valido per il torneo. 
Come preannunciato nel main event della puntata si disputa il primo match del torneo per assegnare il Trios Championship.A vincere, avanzando così nel torneo, sono Big Ryck, Killshot e The Mack. A fine match Pentagon Jr. cerca di applicare la sua letale sottomissione a Super Fly; ma, fortunatamente, interviene Sexy Star a salvare il braccio di Super Fly.

## Mask vs Mask
| N° | Incontri                                                                                | Stipulazioni                                                                   |
| -- | --------------------------------------------------------------------------------------- | ------------------------------------------------------------------------------ |
| 1  | Son of Havoc, Ivelisse e Angelico hanno sconfitto Drago, Aerostar e Fenix               | Trios match, semifinale per il Lucha Underground Trios Championship Tournament |
| 2  | Sexy Star ha sconfitto Superfly                                                         | Mask vs Mask match                                                             |
| 3  | Prince Puma (con Johnny Mundo e Hernandez) ha sconfitto King Cuerno (con Cage e Texano) | Single match per il Lucha Underground Championship                             |

Con un video registrato nell'ufficio di Cueto scopriamo che anche Prince Puma sarà nel torneo per i titoli Trios, infatti Cueto gli consiglia di trovarsi due partner, perché la settimana successiva dovrà affrontare un terzetto da lui composto, che comprende King Cuerno, il quale sarà anche nel main event di stasera proprio contro Puma e altri due luchadores che lo affiancheranno a bordo ring. Cueto comunica anche che nel match contro King Cuerno, sarà in palio il Lucha Underground Championship.
Arriviamo al match valido per il torneo, che vedrà impegnati Angelico, Son of Havoc e Ivelisse contro Drago, Aerostar e Fenix. L'incontro si protrae per diversi minuti con numerosi screzi tra compagni di squadra; ma alla fine, mentre Son of Havoc stava cercando di darle il cambio, viene abbandonato da Ivelisse, rimasto solo sul ring, sfrutta il litigio venuto a crearsi tra Aerostar e Drago, per spedire fuori dal ring il primo e per colpire il secondo con una shooting star press, che gli vale la vittoria finale.
Nel backstage scopriamo che Konnan ha trovato un partner perfetto per Prince Puma: Hernandez e che ora gli basta trovare un terzo componnte per formare il trio, am sopraggiunge Johnny Mundo che dice a Konnan che si è già accordato con Puma e sarà lui il terzo componente. Konnan rimprovera Puma per aver scelto Mundo, sicuro che prima o poi lo pugnalerà alle spalle.
Nel secondo match si affrontano Sexy Star e Superfly, ma Cueto, sapendo che i due si stimano reciprocamente e volendo un match il più spietato possibile, decide che questo sarà un Mask vs Mask match. I due contendenti sono confusi e sorpresi, ma alla fine si affrontano senza esclusione di colpi e a vincere l'incontro è Sexy Star e Superfly è costretto a togliere la sua maschera. Poco dopo si mostra sul ring anche Pentagon Jr., il quale atterra Sexy Star e rompe il braccio a Superfly con la sua armbreaker.
Prima dell'inizio del main event, scopriamo chi saranno i due partner di King Cuerno nel match della prossima settimana: Cage e Texano. Per quanto riguarda l'incontro, Prince Puma riesce a prevalere, dopo un match molto fisico e piuttosto confuso, grazie all'aiuto illegale di Hernandez, mantenendo così il titolo. Al termine dell'incontro Hernandez porta la cintura a Puma e cerca di sollevargli il braccio in segno di vittoria; ma Puma, non avendo preso bene il suo intervento, cerca di allontanarlo. Poi comincia una rissa generale tra tutti i e 6 i lottatori presenti.

## Fire in the cosmos
| N° | Incontri                                                                         | Stipulazioni                                                                   |
| -- | -------------------------------------------------------------------------------- | ------------------------------------------------------------------------------ |
| 1  | King Cuerno, Texano e Cage hanno sconfitto Prince Puma, Johnny Mundo e Hernandez | Trios match, semifinale per il Lucha Underground Trios Championship Tournament |
| 2  | Cage ha sconfitto Son of Havoc e The Mack                                        | Triple Threat match                                                            |
| 3  | Drago ha sconfitto Aerostar                                                      | Single match; 5th of Best of 5 Series (WINNER: Drago)                          |

Il,match d'apertura è l'ultima semifinale del torneo valido per i Lucha Underground Trios Championship, il match è molto caotico, ma altrettanto spettacolare ed è quasi sempre controllato dal team dei face, ma alla fine, dopo che Texano colpisce Puma con la sua fune, senza farsi vedere dall'arbitro, King Cuerno riesce a connettere con la sua Thrill of the hunt e a ottenere la vittoria. Durante i loro festeggiamenti, però, arriva Dario Cueto dal suo ufficio, il quale dice di voler vedere un'anteprima della finale che si disputerò ka settimana seguente, così ufficializza un triple threat match tra 3 luchadores, uno per ogni team qualificatosi,
Il match a tre, che vede contrapposti Cage, Son of Havoc e The Mack, è molto acceso e tutti e tre i partecipanti danno un'ottima presatzione, ma alla fine a prevalere è Cage.
Tornati sul quadrato troviamo Pentagon Jr. che chiede alla ring announcer, di annunciare a tutto il pubblico che il prossimo sacrificio è dedicato al suo maestro. Pentagon attacca proprio l'annunciatrice Melissa e cerca di rompere il braccio anche a lei. Fortunatamente giunge in soccorso Sexy Star che riesce a mettere in salvo la ragazza e promette a Pentagon di dargli una giusta punizione.
Nel main event, invece, assistiamo al quinto e decisivo match della serie al meglio dei 5 incontri, tra Drago e Aerostar, la contesa è molto spettacolare e senza esclusione di colpi e alla fine a laurearsi vincitore è Drago. Dopo l'incontro Aerostar si congratula con l'avversario e gli alza il braccio in segno di vittoria. Poi giunge sul ring anche Dario Cueto, che comunica a Drago l'opportunità unica che si è guadagnato, cioè un match contro Prince Puma, valevole per il Lucha Underground Championship. Però gli dice anche che se perderà uscirà sconfitto da questo match, sarà espulso per sempre dal suo tempio.

## Trios Champions
| N° | Incontri | Stipulazioni                                                                 |
| -- | --- | ---------------------------------------------------------------------------- |
| 1  | Sexy Star ha sconfitto Pentagon Jr.                                                                                        | Single match                                                                 |
| 2  | Son of Havoc, Ivelisse and Angelico hanno sconfitto Cage, Texano, Jr., and King Cuerno and Big Ryck, Killshot and The Mack | Triple Threat Trios match for the Lucha Underground Trios Championship       |
| 3  | Son of Havoc, Ivelisse and Angelico hanno sconfitto The Crew (Cortez Castro, Mr. Cisco and Bael)                           | No Disqualification Trios match for the Lucha Underground Trios Championship |

Un video ci riporta, dopo diverse settimane di silenzio, da Black Swan, la quale dice di allenarsi da molte settimane sotto la guida del misterioso uomo mascgerato e di essere pronta per combattere.
Il primo match della serata è quello, già annunciato la settimana scorsa, tra Pentagon Jr. e Sexy Star, a vincere è proprio quest'ultima, che vendica così quanto subito la settimana precedente dalla ring announcer Melissa Santos.
Il match successivo è già la finale del Lucha Underground Trios Championship Tournament e a laurearsi campioni sono Angelico, Son of Havoc e Ivelisse. A match terminato però, esce dal suo ufficio Dario Cueto, il quale rivela che ancora non sono campioni, infatti c'è ancora un team da battere: The Crew. Così sancisce un No Disqualification match tra i due team, in cui dopo una fase iniziale di dominio della Crew, il trio mal assortito riprende in mano le redini dell'incontro, grazie a un lancio di Angelico dalla cima dell'ufficio di Cueto. Così sono proprio Angelico, Son of Havoc e Ivelisse a vincere questo secondo match e a laurearsi definitivamente, contro ogni pronostico, Trios Champions.

## 1x25 - The way of the drago
| N° | Incontri                                  | Stipulazioni                                                                               |
| -- | ----------------------------------------- | ------------------------------------------------------------------------------------------ |
| 1  | Fenix ha sconfitto Killshot               | Single match                                                                               |
| 2  | Hernandez ha sconfitto King Cuerno e Cage | Triple Threat match to determinate the #1 contender for the Lucha Underground Championship |
| 3  | Prince Puma ha sconfitto Drago            | Single match for the Lucha Underground Championship                                        |

Nel match d'apertura Fenix sconfigge Killshot, al suo debutto in un match in singolo, in un match molto spettacolare ed equilibrato.
Il secondo incontro della serata dovrebbe essere un Fatal 4 Way match tra i quattro atleti infortunati al braccio da Pentagon Jr.: Argenis, Famous B, Ricky Mandel e Vinny Massaro. Il match nemmeno incomincia, però, dato che fa irruzione sul ring Texano, il quale getta fuori dal quadrato tutti e quattro i contendenti e giura vendetta nei confronti dello spettatore misterioso, che la settimana precedente lo aveva attaccato durante il match per il Trios Championship.
All'esterno del tempio vediamo Cueto, impegnato in una telefonata, che viene interrotto da un certo Marty "The Moth" l quale dice di voler entrare a far parte della sua federazione. Cueto però lo respinge, chiudendolo fuori dal tempio.
In un video registrato, scopriamo che Cueto ha sancito un triple threat tra Hernandez, Cage e King Cuerno e dopo aver discusso proprio con Hernandez, decide di rendere questo match valevole per la number 1 contendership al titolo massimo. L'incontro vede anche un'apparizione di Marty Martinez e alla fine viene vinto da Hernandez.
Il main event è il match titolato tra Prince Puma e Drago, con quest'ultimo che, in caso di sconfitta, non potrebbe mai più combattere nel tempio. Durante l'incontro interviene anche Hernandez, che, andando a colpire Drago, permette a Prince Puma di mantenere il titolo, nonostante Puma non volesse vincere grazie a un'interferenza illegale. Drago quindi saluta il pubblico e, prima di abbandonare il tempio, giura vendetta a Cueto.

## The best in the business
| N° | Incontri                                                                                            | Stipulazioni   |
| -- | --------------------------------------------------------------------------------------------------- | -------------- |
| 1  | The Crew (Cortez Castro, Mr. Cisco con Bael) hanno sconfitto Son of Havoc e Angelico (con Ivelisse) | Tag Team match |
| 2  | Delavar Daivari ha sconfitto Texano JR. [per DQ]                                                    | Single match   |
| 3  | Cage e King Cuerno hanno sconfitto Prince Puma e Hernandez                                          | Tag Team match |

L'episodio si apre con Cueto nel suo ufficio, il quale viene raggiunto da Johnny Mundo e Alberto El Patron. I due infatti ritengono di essere superiori a Hernandez e che quindi meritano una title shot. Cueto decide quindi di sancire un match tra i due per decidere chi andrà ad affrontare proprio Hernandez, in un altro match per laurearsi #1 contender.
Il primo match della serata è un incontro a coppie che vede sfidarsi Cortez Castro e Mr. Cisco contro Angelico e Son of Havoc. I due della Crew sono ancora più motivati del solito, vista la minaccia di Cueto della settimana precedente di darli in pasto al fratello se lo dovessero deludere ancora e, infatti, riescono a vincere questo match, pur con l'aiuto irregolare di Bael.
Nell'ufficio di Dario Cueto troviamo lo spettatore misterioso, il quale dice di trovarsi nel suo tempio per infliggere agli altri la stessa violenza che Cueto ama tanto vedere. Allora il proprietario del tempio decide di concedergli un match proprio contro Texano, che sarà il prossimo. Tornati sul ring, scopriamo da Melissa Santos, che questo personaggio si chiama Delavar Daivari. L'incontro però finisce subito per squalifica. dato che Texano attacca Daivari, prima che la campana suoni, anche se Daivari riesce a mettersi in salvo colpendo Texano in testa con un microfono.
Il match successivo è un incontro di coppia tra Cage e King Cuerno e Prince Puma e Hernandez; l'incontro è costellato dai dissapori tra Hernandez e Puma, finché Hernandez, stufo per il fatto che Puma non voglia collaborare con lui, lo attacca e lo scaglia sull'apron ring con la sua crucifix powerbomb. Il match alla fine viene vinto da Cage e Cuerno, grazie alla Weapon-X di Cage.
Arriviamo dunque al main event, tra Alberto El Patron e Johnny Mundo. E alla fine a prevalere, in un match molto equilibrato, è Alberto El Patron.
Alla fine della puntata vediamo un video in cui Mil Muertes viene risvegliato da Catrina dal suo sonno, incominciato dopo il Grave Consequences match disputato con Fenix.

## Ancient Medallions
| N° | Incontri                                                                           | Stipulazioni                                                                         |
| -- | ---------------------------------------------------------------------------------- | ------------------------------------------------------------------------------------ |
| 1  | Aerostar ha sconfitto Jack Evans                                                   | Single match                                                                         |
| 2  | Fenix ha sconfitto Pentagon Jr., Sexy Star, Cage, King Cuerno, Killshot e The Mack | Seven-Way match per un Aztec Medallion                                               |
| 3  | Hernandez ha sconfitto Alberto El Patron                                           | Single match to determinate the #1 contender for the Lucha Underground Championshipu |

La puntata si apre nel luogo in cui sta imprigionato il fratello di Cueto e lì troviamo proprio quest'ultimo, il quale dice al fratello di aver ritrovato 7 antichi medaglioni, che ha deciso di mettere in palio all'interno del suo tempio.
Nel match di apertura assistiamo al debutto di un nuovo luchador: Jack Evans, che andrà ad affrontare Aerostar. Il match tra i due si rivela davvero spettacolare ed estenuante e alla fine a prevalere è Aerostar, grazie a un sunset flip piledriver dalla terza corda.
Per il secondo match della serata, troviamo già pronti sul ring ben sette luchadores. A chiarire le cose giunge Cueto dal suo ufficio, il quale annuncia che i sette atleti presenti sul ring si contenderanno uno dei suoi sette medaglioni aztechi, che doneranno l'immostalità a chi sarà in grado di raccoglierli tutti. A laurearsi vincitore e quindi ad aggiudicarsi il primo medaglione azteco è Fenix.
Assistiamo a un video direttamente dall'ufficio di Dario Cueto, in cui quest'ultimo decide, vista la vittoria di Mr. Cisco e Cortez Castro della settimana precedente, di mettere in palio i titoli Trios in un ladder match tra Son of Havoc, Ivelisse e Angelico e, appunto, la Crew.
Torniamo ancora una volta nel backstage, dove troviamo Fenix, che viene raggiunto da Catrina, la quale lo avvisa è caduto nella sua trappola e che Mil Muertes sta tornando più forte di prima, per vendicarsi. Alla fine, dopo un black out, Catrina scompare e Fenix si ritrova davanti tre tizi con indosso delle maschere da teschio.
Nel main event, si sfidano Hernandez e Alberto El Patron con in palio il ruolo di #1 contender al Lucha Underground Championship. A vincere e a confermarsi #1 contender è Hernandez, anche grazie all'intervento di Johnny Mundo, che ha attaccato alle spalle Alberto, gettandolo anche attraverso una delle finestre dell'ufficio di Cueto.
| Possessore | Match vinto                                                                       | Stipulazione match |
| ---------- | --------------------------------------------------------------------------------- | ------------------ |
| Fenix      | Fenix vs Pentagon Jr. vs Sexy Star vs Cage vs King Cuerno vs Killshot vs The Mack | Seven-Way match    |

## Shoots and ladders
| N° | Incontri                                                                                     | Stipulazioni                                              |
| -- | -------------------------------------------------------------------------------------------- | --------------------------------------------------------- |
| 1  | Prince Puma ha sconfitto Marty Martinez                                                      | Single match                                              |
| 2  | Texano ha sconfitto Delavar Daivari [per DQ]                                                 | SIngle match                                              |
| 3  | Ivelisse, Angelico e Son of Havoc hanno sconfitto The Crew (Cortez Castro, Mr. Cisco e Bael) | Ladder match for the Lucha Underground Trios Championship |

La puntata viene aperta dal debutto ufficiale in LU di Marty "The Moth" Martinez, che avrà un match contro Prince Puma. Il match viene vinto, abbastanza agevolmente da Puma; ma a fine contesa sopraggiunge dagli spalti Hernandez.Konnan lo invita a salire sul ring subito, per disputare il match titolato che gli setta contro Prince Puma, ma Hernandez se ne va.
Nel secondo incontro vediamo affrontarsi ancora una volta Delavar Daivari e Texano; questa volta il match incomincia senza problemi; ma il finale è il medesimo, infatti si conclude con la squalifica di Daivari, causata dall'intervento di Big Ryck, il quale è salito sul ring, andando a colpire Texano.
Veniamo portati ancora una volta nell'ufficio di Cueto, il quale viene raggiunto da Catrina, che chiede un altro match per Mil Muertes contro Fenix, più precisamente un Death match.
Con un altro video preregistrato, veniamo a sapere che Black Lotus ha lasciato il suo maestro, pur non essendo ancora ritenuta da lui pronta per affrontare il fratello di Cueto. Così arriva anche Chavo Guerrero, che offre il suo aiuto a Dragon Azteca, per salvare Black Lotus da una brutta fine.
Il main event, invece, è il ladder match valido per i Trios Championship, che, dopo una serie di spot molto spettacolari e violenti, viene vinto dai campioni in carica, grazie a Ivelisse, che è riuscita a salire in cima alla scala con una gamba infortunata, per staccare le cinture e mantenere così i titoli.

## Fight to the death
| N° | Incontri                                           | Stipulazioni                                       |
| -- | -------------------------------------------------- | -------------------------------------------------- |
| 1  | Johnny Mundo ha sconfitto Aerostar                 | Single match                                       |
| 2  | Prince Puma(C) (con Konnan) ha sconfitto Hernandez | Single match per il Lucha Underground Championship |
| 3  | Mil Muertes (con Catrina) ha sconfitto Fenix       | Death match                                        |

L'episodio si apre con un match tra Aerostar e Johnny Mundo. Nelle prime fasi del match Mundo riesce a imporsi, grazie a uno stile molto più violento e meno spettacolare del solito e ala fine si aggiudica l'incontro, grazie alla Fin Du Mundo.
Successivamente assistiamo a un'intervista a Sexy Star, in cui scopriamo da Vampiro che Cueto ha sancito un Submission match tra lei e Pentagon Jr.
Il secondo match della serata è il match titolato tra Prince Puma e Hernandez; l'incontro è davvero entusiasmante e pieno di ribaltamenti di fronte e alla fine a prevalere è Prince Puma, grazie alla sua 630ª Senton.
Il main event vede affrontarsi, come annunciato nella puntata precedente, Mil Muertes e Fenix in un Death match. Fenix durante l'incontro sfodera le sue mosse migliori, ma Mil sembra immune ai suoi colpi e alla fine decide di portarlo sopra a una stanza che si trova fuori dal quadrato e lo schianta con una powerbomb, sfondandone il tetto. Poi i tre figuri mascherati da teschio, riportano il corpo esanime di Fenix sul ring per il decisivo conto di tre.

## Submit to the master
| N° | Incontri                                                                           | Stipulazioni                                            |
| -- | ---------------------------------------------------------------------------------- | ------------------------------------------------------- |
| 1  | Jack Evans ha sconfitto Argenis                                                    | Single match per un Aztec Medallion                     |
| 2  | Son of Havoc, Angelico e Ivelisse hanno sconfitto Big Ryck, Cage e Delavar Daivari | Trios match per il Lucha Underground Trios Championship |
| 3  | Pentagon Jr. ha sconfitto Sexy Star                                                | Submission match                                        |

Dopo il debutto con Aerostar, troviamo nuovamente sul ring del tempio Jack Evans, questa volta impegnato contro Argenis. Prima dell'inizio del match però arriva dal suo ufficio Dario Cueto, il quale annuncia che in questo incontro sarà messo in palio il secondo medaglione azteco. Alla fine a prevalere e a guadagnarsi quindi il medaglione è Jack Evans.
Attraverso un video scopriamo quali saranno i tre luchadores che avranno una title shot per i titoli trios: Delavar Daivari, Big Ryck e un terzo componente. A questo punto si scatena una rissa nel backstage tra The Mack e Cage, per decidere chi sarà il terzo componente del trio. A prevalere è Cage, che entra quindi a far parte del team, nonostante l'incertezza di Ryck.
In un'altra clip vediamo Chavo Guerrero comunicare a Black Lotus, che Cueto ha deciso di farla lottare nel suo tempio; salvo poi cercare di attaccarla alle spalle. La ragazza in un primo momento riesce a tenere a bada lui e quelli della Crew, ma poi Chavo la tramortisce con un oggetto contundente e la ammanetta.
Nel secondo match assistiamo all'incontro valido per i Trios Championship, il match è quasi totalmente dominato dagli heel, ma alla fine, sfruttando la loro solita forza d'animo, Angelico, Son of Havoc e una Ivelisse infortunata alla gamba, riescono, anche grazie all'intervento irregolare di Texano, a vincere e a mantenere i titoli.
Il main event vedrà disputarsi il primo submission match della storia di Lucha Underground tra Sexy Star e Pentagon Jr. Il match è piuttosto equilibrato e entrambi vanno più volte vicino alla vittoria; ma proprio quando Sexy Star sembra sul punto di costringere alla resa Pentagon, irrompe sul ring Super Fly che a sorpresa la colpisce, spianando così la strada a Pentagon Jr. che si guadagna così la vittoria. A match terminato poi cerca anche di spezzare il braccio a Sexy Star con la sua cross armbreaker; ma, fortunatamente, interviene Vampiro che sale sul ring e mette in salvo la ragazza.
| Possessore | Match vinto                                                                       | Stipulazione match |
| ---------- | --------------------------------------------------------------------------------- | ------------------ |
| Fenix      | Fenix vs Pentagon Jr. vs Sexy Star vs Cage vs King Cuerno vs Killshot vs The Mack | Seven-Way match    |
| Jack Evans | Jack Evans vs Argenis                                                             | Single match       |

## The desolation of Drago
| N° | Incontri | Stipulazioni                                                                       |
| -- | --- | ---------------------------------------------------------------------------------- |
| 1  | Chavo Guerrero (con Mr. Cisco e Cortez Castro) ha sconfitto Blue Demon Jr.                                                                            | Anything Goes match                                                                |
| 2  | The Disciples of Death (Barrio Negro, El Sinestro de la Muerte &Trece) (con Catrina) hanno sconfitto Pimpinela Escarlata, Mascarita Sagrada & Bengala | Trios match                                                                        |
| 3  | Drago ha sconfitto King Cuerno, Hernandez e Cage | Fatal 4-Way match per decretare il #1 contendere al Lucha Underground Championship |

La puntata incomincia con una serie di annunci importantissimi da parte di Dario Cueto, che comunica ai fedeli che tra 8 settimane si svolgerà lo show più importante dell'anno per LU: Ultima Lucha. E dice anche che per decretare lo sfidante di Prince Puma per Ultima Lucha, si disputerà un incontro tra coloro che già hanno sfidato Puma per il titolo, cioè Hernandez, Cage e King Cuerno. Poi annuncia anche il ritorno di Blue Demon Jr. e Cueto sancisce un match tra lui e Chavo Guerrero.
Successivamente in una clip, vediamo Black Lotus imprigionata in una cella. La ragazza dice a Chavo che ha tradito la fiducia di El Dragon Azteca e ne subirà le conseguenze.
Con un altro video ci spostiamo nel backstage dove Cueto viene raggiunto di nascosto da Drago, il quale lo implora di farlo combattere nel match valido per la #1 contendership al Lucha Underground Championship. Cueto quindi lo aggiunge all'incontro, ma Drago sarà costretto a vincerlo, altrimenti non solo sarà bandito definitivamente dal Tempio, ma dovrà anche togliersi la maschera.
Nel secondo incontro della serata i Discepoli della Morte sconfiggono Pimpinela Escarlata, Mascarita Sagrada e il debuttante Bengala, dominando il match.
Con le immagini successive veniamo portati nell'ufficio di Cueto, in cui fa il suo ingresso Mundo per chiedere informazioni sul motivi per cui è stato escluso dal main event di questa puntata. Cueto gli dice di aver apprezzato la violenza mostrata nel match contro Alberto Del Rio e gli propone una sorta di pace, sancendogli un match titolato contro Puma, che durerà tutta la puntata della settimana successiva e chi dei due alla fine dell'episodio avrà collezionato più vittorie, sarà campione. Mundo accetta e i due si stringono la mano.
Nel main event quindi assistiamo al Fatal 4-Way match tra Drago, King Cuerno, Cage e Hernandez, valido per decretare il primo sfidante al Lucha Underground Championship, per Ultima Lucha. A vincere alla fine è proprio Drago. Alla fine però vediamo delle immagini direttamente dall'ufficio di Dario Cueto, il quale viene raggiunto da Catrina, che minaccia sia verbalmente sia fisicamente Cueto, affinché consenta a Mil Muertes di partecipare al match per il titolo di Ultima Lucha, quindi Cueto decide che Muertes affronterà Drago e il vincitore di quell'incontro andrà a Ultima Lucha per il titolo.

## All night long
| N° | Incontro                                            | Stipulazione                                          |
| -- | --------------------------------------------------- | ----------------------------------------------------- |
| 1  | Prince Puma (C) ha sconfitto Johnny Mundo per 5 - 4 | Iron Man match for the Lucha Underground Championship |

Come anticipato nella scorsa puntata, in questo episodio assisteremo a un unico match tra Prince Puma e Johnny Mundo, che durerà per tutto l'arco della puntata, alla fine della quale chi dei due avrà accumulato più schienamenti o sottomissioni, sarà Lucha Underground Champion. Il primo a portarsi in vantaggio è Puma, ma arriva il pareggio di Mundo grazie a uno schienamento aiutandosi con le corde, poi con l'uso un piede di porco Johnny tramortisce Puma e si guadagna il punto del 2 - 1, che viene seguito subito dopo da altri due schienamenti in rapida successione per Mundo che si porta sul 4 - 1. Mundo cerca quindi di tergiversare, ma dopo essere riuscito a perdere un po' di tempo Puma lo fa cadere da un piano sopraelevato, con una spear sopra a 4 tavoli di legno impilati. Da lì in poi Puma si porta sul 4- 2 e successivamente sul 4 -3 con una Cradle Shock. Da quel momento Mundo cerca di scappare per mantenere il vantaggio, ma mentre si sta allontanando sulle scale del tempio viene attaccato da Alberto El Patron ciò permette a Puma di portarsi sul 4 -4 e poi sul definitivo 5 -4 grazie alla sua 630ª Senton.
| Risultato   |                                                                        |
| ----------- | ---------------------------------------------------------------------- |
| PP 1 - 0 JM | Wheelbarrow Victory Roll                                               |
| PP 1 - 1 JM | Roll Up con l'aiuto delle corde                                        |
| PP 1 - 2 JM | Colpo in testa con un piede di porco                                   |
| PP 1 - 3 JM | Moonlight Drive                                                        |
| PP 1 - 4 JM | Fin Du Mundo                                                           |
| PP 2 - 4 JM | Spear sopra 4 tavoli di legno                                          |
| PP 3 - 4 JM | Cradle Shock                                                           |
| PP 4 - 4 JM | 450° Springboard Splash in seguito all'intervento di Alberto El Patron |
| PP 5 - 4 JM | 630° Senton                                                            |

## Death vs The Drago
| N° | Incontro                                              | Stipulazione                                                                 |
| -- | ----------------------------------------------------- | ---------------------------------------------------------------------------- |
| 1  | Super Fly ha sconfitto Sexy Star                      | Single match                                                                 |
| 2  | Aerostar ha sconfitto Marty Martinez, The Mack e Cage | Fatal 4-Way match per un Aztec Medallion                                     |
| 3  | Mil Muertes (con Catrina) ha sconfitto Drago          | Single match per decretare il #1 contender al Lucha Underground Championship |

Il match d'apertura vede affrontarsi Sexy Star e Super Fly, dopo che quest'ultimo era intervenuto durante un Submission match proprio tra Pentagon Jr. e Sexy Star, andando ad attaccare la ragazza, colpevole di avergli fatto togliere la maschera, facendo così vincere Pemtagon. Il match viene vinto da Super Fly, grazie a una serie di due powerbomb consecutive.
Nel secondo match, invece, si svolgerà un match a 5 uomini in cui verrà messo in palio il terzo medaglione azteco di Cueto. Prima dell'incontro però Pentagon dice di non volere un'inutile medaglia, ma di volere colui che non gli ha permesso di sacrificare Sexy Star al suo maestro, cioè Vampiro. I due si confrontano a muso duro, ma senza arrivare alle mani, alla fine Pentagon se ne va e il match, ormai diventato a quattro, può cominciare.
L'incontro viene vinto da Aerostar, che va a schienare Marty "The Moth" Martinez dopo aver eseguito il suo Springboard Splash.
In un video, ritroviamo i Trios Champions, Ivelisse, Son of Havoc e Angelico, impegnati in una sessione di allenamento, che viene interrotta dall'arrivo di Catrina che avvisa Ivelisse che la morte sta arrivando a prenderli. Poi attraverso la pietra di Mil Muertes evoca i tre Discepoli della Morte che atterrano i campioni.
Nel main event è in programma, come annunciato nella puntata precedente, un single match tra Drago e Mil Muertes, in cui il primo dovrà mettere in palio il suo status di primo sfidante per Ultima Lucha. Tutto è pronto per l'inizio dell'incontro, ma proprio durante l'ingresso di Drago, sopraggiunge nel tempio Hernnadez, il quale arrabbiato per aver perso la possibilità di andare per il titolo, attacca Drago e lo strozza con una cintura. Drago decide di disputare comunque il match, ma viene sconfitto con relativa facilità da Mil Muertes, che quindi ruba la #1 contendership a Drago. 
| Possessore | Match vinto                                                                       | Stipulazione match |
| ---------- | --------------------------------------------------------------------------------- | ------------------ |
| Fenix      | Fenix vs Pentagon Jr. vs Sexy Star vs Cage vs King Cuerno vs Killshot vs The Mack | Seven-Way match    |
| Jack Evans | Jack Evans vs Argenis                                                             | Single match       |
| Aerostar   | Aerostar vs Marty Martinez vs The Mack vs Cage                                    | Fatal 4-Way match  |

## Gold and Guerreros
| N° | Incontri                                                                             | Stipulazione                                                    |
| -- | ------------------------------------------------------------------------------------ | --------------------------------------------------------------- |
| 1  | Texano Jr. ha sconfitto Delavar Daivari (con Big Ryck)                               | Single match                                                    |
| 2  | Drago ha sconfitto Hernandez [per DQ]                                                | Single match                                                    |
| 3  | Alberto El Patron ha sconfitto Marty Martinez                                        | Single match                                                    |
| 4  | Prince Puma (con Konnan) ha sconfitto Chavo Guerrero (con Mr. Cisco e Cortez Castro) | No Disqualification match per il Lucha Underground Championship |

La puntata incomincia con delle immagini direttamente dall'ufficio di Cueto, in cui arriva anche Chavo Guerrero, che chiede a al proprietario del Tempio la sua ricompensa per avergli portato Black Lotus. Cueto quindi dà a Chavo un match senza squalifiche valido per il Lucha Underground Championship e in più se Konnan interverrà nel match, Prince Puma perderà il titolo.
Nel match di apertura assisteremo a una resa dei conti tra Delavar Daivari e Texano, dopo che i deu precedenti match tra di loro erano terminati per squalifica. Il match viene vinto da Texano, grazie alla sua Sit-Out Powerbomb.
In un video registrato nel backstage, troviamo Konnan che parlando con un personaggio misterioso, cerca di convincerlo a punire Chavo per tutto ciò che ha fatto a Blue Demon Jr. e per il poco rispetto mostrato nei confronti del Messico.
Nel secondo incontro della serata si affrontano Drago e Hernandez, dopo che quest'ultimo aveva attaccato Drago la settimana precedente, proprio poco prima del suo match contro Mil Muertes. Il match si conclude con la squalifica di Hernandez. che dopo aver rubato la cintura a un ragazzo tra il pubblico, incomincia a usarla per frustare e strozzare Drago.
Prima del main event assistiamo a un breve incontro tra Marty "The Moth" Martinez e Alberto El Patron, che viene vinto agevolmente da quest'ultimo. Alberto dopo la fine del match invita il suo avversario di Ultima Lucha, Johnny Mundo, a presentarsi nel Tempio e poi lo ringrazia per aver fatto ciò che ha fatto, perché così ha svegliato la sua parte più malvagia, che a Ultima Lucha lo distruggerà.
Arriviamo quindi al main event della serata, inizialmente Chavo Guerrero prende il controllo del match, nonostante un infortunio alla gamba, anche grazie agli interventi della Crew. Ma proprio mentre i due della Crew stanno immobilizzando Puma per far eseguire la Frog Splash a Chavo, ma Konnan chiama qualcuno dal backstage e subito arriva Texano a mettere fuori gioco l'intera Crew, permettendo così a Prince Puma di chiudere l'incontro con la sua 630ª Senton.

## Fuel to the fire
| N° | Match | Stipulazione            |
| -- | --- | ----------------------- |
| 1  | The Mack ha sconfitto Cage | Single match            |
| 2  | Mil Muertes (con Catrina) ha sconfitto Son of Havoc (con Angelico e Ivelisse)                                                           | Single match            |
| 3  | Team Mundo (Johnny Mundo, Hernandez, Super Fly e Jack Evans) ha sconfitto Team Alberto (Alberto El Patron, Drago, Sexy Star e Aerostar) | Atomicos Tag Team match |

La puntata incomincia con un incontro che vede contrapposti Cage e The Mack, che avevano avuto uno scontro nei backstage, quando Cage mise fuori gioco proprio The Mack per guadagnarsi un posto nel trio di Delavar Daivari, per il torneo valido per i Trios Championship. L'incontro è inaspettatamente veloce e combattuto e alla fine, contro ogni pronostico è The Mack a prevalere.
A seguire vediamo un'intervista di Vampiro a Pentagon Jr., che solo una settimana prima lo aveva sfidato. Durante quest'intervista Pentagon cerca in tutti i modi di provocare l'ira di Vampiro accusandolo di essere un codardo e un debole, poi lo sfida ad affrontarlo a Ultima Lucha, per dimostrare di non essere un codardo, Vampiro alla fine rifiuta.
Nel secondo match della serata si affrontano Mil Muertes e Son of Havoc, in un match che sembra dall'esito scontato. Son of Havoc però oppone una strenua resistenza al massimo delle sue possibilità, andando anche vicino a connettere la Shooting Star Press. A un certo punto, però, fuori dal ring Catrina si avvicina ad Angelico e Ivelisse cerca di allontanarla; ma Catrina evoca i discepoli della morta con la pietra, che si materializzano dietro ad Angelico e lo attaccano. SOn of Havoc riesce a stenderli tutti e tre lanciandosi dal ring, ma ciò fa riprendere Mil Muertes che prima lo atterra con una Spear e poi lo finisce con la Flatliner.
Rientrati dalla pausa pubblicitaria, troviamo sul ring munito di microfono Texano, il quale chiede a Chavo di affrontarlo a Ultima Lucha, ma mentre sta parlando arrivano sul ring Mr. Cisco e Cortez Castro, che attaccano Texano alle spalle. In soccorso di Texano arriva Blue Demon Jr. che però, subito dopo aver messo in fuga i due della Crew, colpisce Texano a tradimento con una sediata. Poi gli dice che il messico non è Texano, lui è il Messico e poi lo sfida per Ultima Lucha.
Nel main event assisteremo al primo Atomicos match della storia di Lucha Underground, che vede contrapposti il Team Mundo e il Team Alberto, composti rispettivamente da Johnny Mundo, Hernandez, Jack Evans e Super Fly e Alberto El Patron, Sexy Star, Aerostar e Drago. L'azione è molto frenetica e si susseguono vari cambi di fronte durante il match, ma alla fine a spuntarle è il team di Johnny Mundo, il quale, dopo aver eseguito una Fin du Mundo ai danni di Alberto El Patron, schiena di rapina Sexy Star.
A match terminato arriva nel tempio Pentagon Jr. che attacca Vampiro alle spalle, con l'uso di una sedia poi lo cosparge addirittura di benzina e lo avvisa che se non accetterà la sua sfida per Ultima Lucha lo darà alle fiamme in segno di sacrificio al suo maestro. 

## The beginning of the end
| N° | Incontro                                            | Stipulazione                                             |
| -- | --------------------------------------------------- | -------------------------------------------------------- |
| 1  | Bengala ha sconfitto Delavar Daivari (con Big Ryck) | Single match per un Aztec Medallion                      |
| 2  | King Cuerno ha sconfitto Killshot                   | Single match per un Aztec Medallion                      |
| 3  | Sexy Star ha sconfitto Super Fly                    | Single match per un Aztec Medallion                      |
| 4  | Sexy Star ha sconfitto Marty Martinez               | Single match con in palio l'Aztec Medallion di Sexy Star |

Un video apre la puntata e ci mostra Dario Cueto all'interno del suo ufficio, Cueto sta parlando a Pentagon Jr. e gli dice che ha deciso di assegnare in questa puntata 3 dei 4 medaglioni aztechi rimasti e poi gli propone un match per guadagnarne uno. Pentagon risponde che lui non vuole alcun medaglione, vuole solo Vampiro.
Il primo match vede impegnati Bengala e Delavar Daivari ed è proprio Bengala a guadagnarsi il quarto medaglione, vincendo il suo primo incontro in singolo in Lucha Underground, nonostante le intrusioni di Big Ryck.
Dopo la fine del match, Vampiro abbandona il tavolo di commento e sale sul ring per dire che dopo tanti anni passati a lottare, non ha più intenzione di combattere. Ma all'improvviso il suo discorso viene interrotto dall'arrivo di Pentagon Jr. Alla fine, dopo numerose provocazioni da parte di Pentagon, Vampiro decide di accettare la sfida.
Il secondo match della serata, anche questo valevole per un medaglione, vede affrontarsi Killshot e King Cuerno. A prevalere è King Cuerno che chiude la contesa per sottomissione con una versione modificata della Romero Especial.
Nel terzo incontro con in palio un medaglione azteco vediamo affrontarsi Super Fly e Sexy Star, che sono al culmine della loro rivalità, dopo un match vinto a testa. Questo terzo incontro però dura pochissimi secondi, infatti Sexy Star ottiene una vittoria-lampo per sottomissione, grazie alla Mistica. A fine match, però, arriva sul ring Marty "The Moth" Martinez, il quale vedendo che sul medaglione appena assegnato c'è proprio l'effige di una falena (simbolo della sua tribù natia), chiede a Sexy Star di metterlo in palio in un match contro di lui. Marty viene accontentato, ma alla fine anche lui viene costretto a cedere alla Mistica di Sexy Star.
Nel main event assistiamo al tanto atteso faccia a faccia tra Prince Puma e Mil Muertes, in vista del loro match titolato di Ultima Lucha. Sul ring troviamo Dario Cueto a fare da intermediario, ma una volta che ha introdotto i due sfidanti, sopraggiunge nel tempio Catrina, accompagnata dai Discepoli della Morte, che arrivano portando la stessa bara in cui era stato rinchiuso Mil Muertes da Fenix.Puma e il suo manager Konnan, tentano una resistenza contro i quattro, ma alla fine sopperiscono e Konnan viene messo dentro la bara e portato via, mentre Puma è costretto a guardare la scena impotente, per poi essere colpito dalla Flatliner di Muertes.
| Possessore  | Match vinto                                                                       | Stipulazione match |
| ----------- | --------------------------------------------------------------------------------- | ------------------ |
| Fenix       | Fenix vs Pentagon Jr. vs Sexy Star vs Cage vs King Cuerno vs Killshot vs The Mack | Seven-Way match    |
| Jack Evans  | Jack Evans vs Argenis                                                             | Single match       |
| Aerostar    | Aerostar vs Marty Martinez vs The Mack vs Cage                                    | Fatal 4-Way match  |
| Bengala     | Bengala vs Delavar Daivari                                                        | Single match       |
| King Cuerno | King Cuerno vs Killshot                                                           | Single match       |
| Sexy Star   | Sexy Star vs Super Fly Sexy Star vs Marty Martinez                                | Single match       |

## PenUltima Lucha
| N° | Incontri | Stipulazioni                        |
| -- | --- | ----------------------------------- |
| 1  | Texano ha sconfitto Johnny Mundo [per DQ]                                                                                                   | Single match                        |
| 2  | The Mack ha sconfitto Cage | Single match                        |
| 3  | Fenix ha sconfitto Marty Martinez, Argenis, Delavar Daivari, Famous B, Killshot, Mascarita Sagrada, Ricky Mandel, Super Fly e Vinny Massaro | Battle Royal per un Aztec Medallion |

In un video che apre l'episodio troviamo Dario Cueto nel suo ufficio insieme a Big Ryck. Il proprietario del Tempio propone a Ryck di ottenere un medaglione se tornerà a lavorare ai suoi servizi; alla fine Big Ryck oltre al medaglione pretende anche del denaro e allora Cueto lo accontenta, consegnandogli una mazzetta di soldi e l'ultimo medaglione azteco.
Nell'opener di questa puntata, vediamo affrontarsi Texano e Johnny Mundo; a un certo punto, però, arriva la Crew, che colpisce Texano alle spalle con il kendo stick; ma a ristabilire la parità arriva Alberto El Patron, che mette in fuga Mundo e i due della Crew.
Poi assistiamo a un altro segmento registrato nell'ufficio di Cueto, in cui Dario si complimenta per la brutalità dimostrata con Drago, però dice anche che sui social i fans se la sono presa molto con lui, quindi ha deciso che il match tra Hernandez e Drago sarà un Believer's Backlash, cioè un incontro in cui il ring sarà circondato dai fedeli del tempio armati di una cintura.
Nel secondo match si svolge la rivincita tra Cage e The Mack, dopo che The Machine era stato sconfitto a sorpresa un paio di settimane prima. Cage viene nuovamente sconfitto in pochi secondi e a match terminato i due danno vita a una rissa senza quartiere che viene interrotta solo da Dario Cueto, che decide che i due regoleranno i conti a Ultima Lucha in un Falls Count Anywhere match.
Cueto poi rivela anche qual è il potere misterioso che si cela dietro ai 7 medaglioni aztechi. Svela quindi un nuovo titolo della federazione, cioè il Gift of the Gods, che darà al suo possessore la possibilità di ottenere una chance titolata in qualsiasi momento. Poi precisa anche che ogni volta che qualcuno reclamerà tale possibilità il titolo verrà ritirato e sarà riconsegnato a chi riuscirà di nuovo a raccogliere tutti i 7 medaglioni. Poi, visto che Fenix è sparito dopo il Death match perso contro Mil Muertes, Cueto decide di indire una Battle Royal in cui verrà riconsegnato quel medaglione; però subito dopo sopraggiunge fenix, che quindi viene inserito anche lui nella Battle Royal.
A vincere questa Battle Royal è proprio Fenix, che quindi si aggiunge agli altri 6 possessori dei medaglioni, che a Ultima Lucha si contenderanno il Gift of the Gods in un Seven-Way match.
Il main event della serata è un segmento in cui, finalmente, si sentirà parlare per la prima volta Prince Puma. Però, proprio mentre Puma sta prendendo la parola, arriva Catrina accompagnata da Mil Muertes e dai Discepoli della Morte che provano ad attaccare Puma, ma vengono tutti respinti e alla fine Mil Muertes subisce anche la 630° Senton di Prince Puma.
| Possessore  | Match vinto | Stipulazione match |
| ----------- | --- | ------------------ |
| Fenix       | Fenix vs Pentagon Jr. vs Sexy Star vs Cage vs King Cuerno vs Killshot vs The Mack                                                                | Seven-Way match    |
| Jack Evans  | Jack Evans vs Argenis | Single match       |
| Aerostar    | Aerostar vs Marty Martinez vs The Mack vs Cage                                                                                                   | Fatal 4-Way match  |
| Bengala     | Bengala vs Delavar Daivari | Single match       |
| King Cuerno | King Cuerno vs Killshot | Single match       |
| Sexy Star   | Sexy Star vs Super Fly Sexy Star vs Marty Martinez                                                                                               | Single match       |
| Big Ryck    | // (Regalatogli da Dario Cueto) | //                 |
| Fenix       | Fenix vs Marty Martinez vs Argenis vs Delavar Daivari vs Famous B vs Killshot vs Mascarita Sagrada vs Ricky Mandel vs Super Fly vs Vinny Massaro | Battle Royal       |

## Ultima Lucha (Prima parte)
| N° | Incontri | Stipulazioni                                                    |
| -- | --- | --------------------------------------------------------------- |
| 1  | Cage ha sconfitto The Mack | Falls Count Anywhere match                                      |
| 2  | The Disciples of Death (Barrio Negro, El Sinestro de la Muerte e Trece) hanno sconfitto Ivelisse, Son of Havoc e Angelico (C) | Tornado Trios match per il Lucha Underground Trios Championship |
| 3  | Drago ha sconfitto Hernandez                                                                                                  | Believers' Baclash match                                        |

Prima di incominciare la serata vediamo un video in cui Dario Cueto rivela alla prigioniera Back Lotus, che i suoi genitori non furono assassinati da Matanza Cueto, come le era stato fatto credere da El Dragon Azteca. Ma che fu lo stesso Dragon Azteca a ucciderli per poi far ricadere la colpa sul fratello di Dario.

## Ultima Lucha (Seconda parte)
| N° | Incontri                                                                            | Stipulazioni                                         |
| -- | ----------------------------------------------------------------------------------- | ---------------------------------------------------- |
| 1  | Johnny Mundo ha sconfitto Alberto El Patron                                         | Single match                                         |
| 2  | Pentagon Jr. ha sconfitto Vampiro                                                   | No Disqualification match                            |
| 3  | Fenix ha sconfitto Aerostar, Bengala, Big Ryck, Jack Evans, King Cuerno e Sexy Star | Seven-Way match per il Gift of the Gods Championship |
| 4  | Blue Demon Jr. (con The Crew) ha sconfitto Texano                                   | No Disqualification match                            |
| 5  | Mil Muertes (con Catrina) ha sconfitto Prince Puma (C)                              | Single match per il Lucha Underground Championship   |

Ritroviamo anche in questa ultima puntata Black Lotus, la quale viene raggiunta da El Dragon Azteca, che vuole liberarla; ma la ragazza, dopo le rivelazioni fattele da Dario Cueto, decide di non seguirlo e, anzi, lo uccide. A questo punto Cueto le dice preoccupato che, dopo questo suo gesto potrebbe scatenarsi una guerra e che quindi devono scappare insieme a Matanza e trovare un nuovo luogo in cui stabilire il Tempio.